# Haunted Castle
Haunted Castle (悪魔城ドラキュラ?, Akumajō Dorakyura) è un videogioco arcade a piattaforme a scorrimento sviluppato nel 1988 e pubblicato dalla Konami. È il terzo titolo arcade appartenente alla serie Castlevania, proseguita poi principalmente con molti titoli per console. Il videogioco è stato distribuito in Giappone con un titolo che richiama l'antagonista principale, Dracula. Nel 2006 ne è stata realizzata una conversione per PlayStation 2, mentre nel 2017 ne è stata realizzata una per PlayStation 4 per la collana Arcade Archives, e nel 2019 è stato incluso nella Arcade Classics Anniversary Collection per Windows, PlayStation 4, Xbox One e Nintendo Switch. Nell'agosto del 2024 ha ricevuto un remake incluso nella Castlevania Dominus Collection per PC, PlayStation 5, Xbox Series X/S e Nintendo Switch.

## Trama
Haunted Castle vede Simon Belmont dirigersi a Castlevania, il castello di Dracula, per salvare sua moglie Selena (o Serena), rapita subito dopo le loro nozze dal malefico conte. Nella scena finale del gioco i due sposi appaiono fuori dal castello, che di lì a poco crollerà su sé stesso.

## Modalità di gioco
L'ambiente è bidimensionale a scorrimento orizzontale, a tratti anche verticale. Simon utilizza come arma di partenza una frusta, che potrà eventualmente sostituire durante il gioco con una stella del mattino o con una spada. C'è poi una serie di armi da lancio - bombe, torce, boomerang e crocefissi - di cui l'eroe inizialmente è sprovvisto: esse vengono rilasciate da alcuni nemici sconfitti e potranno essere affiancate a frusta, stella del mattino o spada, ma singolarmente, così come i cronometri (non presenti in alcune versioni arcade) in grado di bloccare gli antagonisti per qualche istante, compresi i boss di fine livello. Tra i nemici comuni che si devono affrontare i più ricorrenti sono i pipistrelli, gli scheletri, i corvi, i nani e le mummie.
Il gioco si sviluppa su sei livelli: alcuni dei boss di fine livello sono chiaramente ispirati a personaggi mitologici o noir. Il primo boss è Medusa; seguono poi un tipico drago asiatico, un guerriero rappresentato su una vetrata che prende improvvisamente vita, un Golem, il mostro di Frankenstein ed il già citato Dracula. Il primo livello è ambientato in un cimitero; il secondo, piuttosto lungo, vede inizialmente Simon attraversare una caverna per poi imboccare la strada che porta al castello in cui è rinchiusa la sposa; i rimanenti 4 livelli si svolgono nel maniero. Dopo la sconfitta di Dracula il gioco riprende dall'inizio.
Il giocatore ha una sola a vita a disposizione, ma con abbondanza di punti ferita.  Il contatto coi nemici, coi loro proiettili o con corpi contudenti toglie energia vitale: se questa si esaurisce, si perderà la vita. L'energia perduta viene peraltro restituita al completamento di ogni livello; inoltre parziali recuperi sono possibili raccogliendo i cuoricini rilasciati da alcuni nemici sconfitti. Si perde ugualmente la vita se non si riesce a completare un livello nel tempo stabilito. Nella maggior parte delle versioni inoltre il protagonista andrà incontro a morte immediata se cade in un fossato o in un precipizio.
Nel primo livello bisogna tra l'altro fare attenzione ad alcune statue che crollano improvvisamente (Simon potrà infatti rimanere colpito dalle schegge se non si allontana per tempo), a una fatiscente muraglia destinata a sfaldarsi sotto un acquazzone (con l'eroe costretto a contrastarne i pezzi, diventati praticamente proiettili diretti contro di lui) e a un principio di incendio causato dal misterioso rovescio di un braciere. Durante il terzo livello, Simon a un certo punto finisce risucchiato in un wormhole, ritrovandosi quindi in una città dell'Antica Grecia, dove egli dovrà eliminare le prime tre delle Arpie presenti nel gioco (dopodiché verrà riportato nel castello). Il quarto livello, ovvero quello in cui il protagonista agisce nel seminterrato del castello, si configura come un vero e proprio labirinto, dove il rischio maggiore è quello di fare scadere il tempo a disposizione durante la ricerca del giusto percorso. Infine gran parte del sesto livello si svolge su un ponte che progressivamente si sgretola e dovrà dunque essere attraversato il più velocemente possibile dall'eroe, oltretutto ostacolato dai pipistrelli.
C'è un limite di tre continue, dopo i quali si è costretti a ricominciare il gioco daccapo. Nella versione Arcade Archives é possibile disabilitare il limite di continue tramite le impostazioni.

## Edizioni e differenze
Di Haunted Castle, originale per i coin-op sono state pubblicate 5 versioni: 2 giapponesi, 2 americane e una europea.
- La versione originale giapponese (nota in MAME come versione N) è la prima rilasciata nonché la più facile.
- La versione giapponese revisionata (nota in MAME come versione P) bilancia il danno di Simon rendendolo più debole e conferendo nel complesso al gioco un maggior grado di difficoltà.
- La versione originale americana (nota in MAME come versione K) è la terza uscita. Questa versione è basata sulla versione giapponese revisionata (P).
- La versione americana revisionata (nota in MAME come versione M) è la quarta uscita. I nemici rilasciano meno frequentemente armi, non ci sono i cronometri e il danno che Simon subisce è alto (tanto che un singolo nemico può togliere metà della salute di Simon).
- La versione europea (nota in MAME come versione E) è la quinta e ultima uscita. Questa versione è identica alla versione americana revisionata (K).
- Entrambe le versioni giapponesi possiedono un vantaggio in cui Simon non muore all'istante cadendo in un fossato o in un precipizio; egli infatti resusciterà ripartendo dall'ultimo checkpoint raggiunto, sia pure conservando solo metà dell'energia vitale (anche qualora Simon cadesse una seconda volta il gioco non terminerà, con l'eroe che verrà riportato all'ultimo checkpoint). Mentre nelle altre versioni, qualora Simon cadesse in un fossato o precipizio; ciò comporterà ad un Game Over immediato.

Konami: Arcade Classic Anniversary Collection (2019), antologia di videogiochi arcade anni '80, include una versione classica del videogioco.
Haunted Castle Revisited (2024) è una nuova pubblicazione inedita, inclusa nell'antologia Castlevania Dominus Collection.

## Colonna sonora
Nella serie di Castlevania vengono spesso riutilizzate in vari titoli, con riarrangiamenti e remix, le più famose melodie ispirate ai vampiri (Vampire Killer, Bloodlines, Bloody Tears, Theme of Simon Belmont su tutte).
Alcuni temi di Haunted Castle sono stati ripresi in altri giochi della serie:
- il tema del primo livello (Cross Your Heart) è stato riutilizzato in Castlevania: Portrait of Ruin per Nintendo DS reintitolato Crucifix Held Close
- il tema del secondo livello è stato riutilizzato in Castlevania The Adventure Rebirth per WiiWare reintitolato Lullaby Sent to the Devil
- il tema del quarto livello (Den of Worship) è stato riutilizzato in Castlevania: Dawn of Sorrow per Nintendo DS reintitolato Underground Melodies
- il tema dell'ultimo livello (Don't Wait Until Night) è stato riutilizzato in Castlevania: Aria of Sorrow per Game Boy Advance in una versione riarrangiata unita con Heart of Fire dal primo Castlevania